# Bart de Wever
Bart Albert Liliane de Wever (ˈbɑrt də ˈʋeːvər; Mortsel, província d'Anvers, Flandes, 21 de desembre de 1970) és un polític flamenc a Bèlgica, president del partit nacionalista Nieuw-Vlaamse Alliantie, que reclama la independència de Flandes dins la Unió Europea.
Va ser alcalde d'Anvers del 2013 al 2025. El 3 de febrer de 2025 va ser nomenat primer ministre de Bèlgica.

## Biografia
Té una llicenciatura en història amb capacitació per a ensenyar en secundària per la Universitat Catòlica de Leuven. Durant els anys d'estudiant fou membre de la Liberaal Vlaams Studentenverbond (Lliga Liberal Flamenca d'Estudiants) i de la Katholiek Vlaams Hoogstudentenverbond (KVHV, Lliga Catòlica d'Estudiants Flamencs), treballant com a editor dels seus òrgans Tegenstroom (a Anvers) i Ons Leven (a Lovaina). Ha treballat com a col·laborador científic en la 'Nieuwe Encyclopedie van de Vlaamse Beweging (Nova Enciclopèdia del Moviment Flamenc), participant en la redacció dels articles corresponents al Taal Aktiekomitee, Vlaams Blok i Vlaamse Militanten Orde, entre d'altres. També va començar una tesi doctoral sobre la formació del Partit Nacional Flamenc després de la guerra, però va abandonar aquesta tesi per dedicar-se a la política.
A les eleccions regionals belgues de 2004 va ser elegit diputat del Parlament Flamenc i president de l'N-VA amb el 95% dels vots (era l'únic candidat). A les eleccions legislatives belgues de 2007 va ocupar el segon lloc en la llista conjunta CD&V - N-VA dirigida per Inge Vervotte al districte d'Anvers i va ser elegit diputat. A les eleccions regionals belgues de 2009 va renovar el seu escó al Parlament Flamenc. A les eleccions legislatives belgues de 2010 va ser elegit senador amb 785.771 vots preferencials, mentre que el seu partit es va convertir en el partit més votat de Bèlgica. Prendrà seient com a senador de la Comunitat Flamenca de Bèlgica.
El 17 de juny de 2010 va rebre del rei Albert II de Bèlgica l'encàrrec de ser formador del nou Govern Federal de Bèlgica però no va reeixir a establir un compromís.

### Primer ministre
Després de les eleccions legislatives belgues de 2024, el 31 de gener de 2025 Bart de Wever va anunciar al rei dels belgues Felip de Bèlgica l'acord de govern dels nacionalistes flamencs de Nieuw-Vlaamse Alliantie (N-VA), els liberals del Mouvement Réformateur (MR) i Els Compromesos, els demòcratacristians flamencs del Christen-Democratisch en Vlaams (CD&V) i els flamencs demòcrates social d'Endavant, amb 82 escons de 150 a la Cambra de Representants i una agenda amb més federalisme, més autonomia per a les unitats constituents, retallades en la despesa pública social i una setena reforma de l'Estat.

## Càrrecs públics
- Membre del consell de districte de Berchem (1996-1997)
- Membre del Parlament Flamenc (2004-2007)
- President de la N-VA (2004-)
- Membre de la cambra de Representants de Bèlgica (2007 -)
- Membre del Consell municipal d'Anvers (2007-)

## Opinions
El 2008, mentre era entrevistat en un programa matinal de televisió, va declarar que:
"Crec que no hi ha una minoria de parla francesa a Flandes, sinó que hi ha immigrants que s'han d'adaptar. Demanem als marroquins i als turcs que ho facin. No els dic 'n'hi ha molt de vosaltres, així que l'àrab es convertirà en llengua oficial'. Això seria una bogeria."
També és un admirador del filòsof irlandès conservador Edmund Burke i del seu conservadorisme. Les seves idees també estan influenciats per l'escriptor britànic Theodore Dalrymple.

## Controvèrsia
El Vlaams Belang ha intentat dificultar la seva carrera política fent pública una fotografia seva de 1996 que el presenta al costat del líder del Front Nacional francès, Jean-Marie Le Pen en una conferència organitzada pel Vlaams-Nationale Debatclub a Anvers. De Wever va explicar la seva presència dient que "en una democràcia, tots han de tenir el dret a expressar la seva opinió, tot i que és una opinió que detesto. I jo sempre prefereixo tenir la meva informació de primera mà i no pas d'una manera filtrada". També ha negat tenir qualsevol vincle amb l'extrema dreta, però hi ha qui qüestiona la sinceritat de les seves explicacions. La fotografia va ser presentada a la pàgina web de Filip Dewinter.
L'octubre de 2007, com a reacció a la disculpa de l'alcalde d'Anvers, Patrick Janssens, a la col·laboració de la seva ciutat a la deportació de jueus durant la Segona Guerra Mundial, Bart De Wever, va dir que:
"Anvers no va organitzar la deportació dels jueus, era víctima de l'ocupació nazi… Els que estaven en el poder en el moment va haver de prendre decisions difícils en temps difícils. No trobo que sigui pas valent estigmatitzar-los ara."
Més tard va demanar disculpes als jueus d'Anvers. Arran d'aquests esdeveniments, en una tribuna publicada a Le Monde, l'escriptor francòfon belga Pierre Mertens va dir que [Bart De Wever va ser] un "convençut líder negacionista". De Wever ha decidit demandar Mertens per aquesta afirmació.